# Orest Ievlàkhov
Orest Ievlàkhov   (Varsòvia, 4 de gener de 1912 (Julià) - Sant Petersburg, 15 de desembre de 1973), rus: Оре́ст Алекса́ндрович Евла́хов, Orest Aleksàndrovitx Ievlàkhov, fou un compositor i professor de música rus i soviètic.

## Biografia
Ievlàkhov va estudiar amb Piotr Riazànov i fins al 1941 amb Dmitri Xostakóvitx al Conservatori de Leningrad. El 1947 va passar a ser professor allà, i el 1963 professor de composició.
Va ser considerat un clàssic de l'Escola de Leningrad i va compondre, entre d'altres, tres simfonies, suites simfòniques, concerts, ballets, música de cambra, teatre i música de cinema. Es va fer conegut a través de la balada La patrulla nocturna, rus: Ночной патруль, Notxnoi patrul, que va aparèixer, com la Simfonia núm. 7 de Xostakóvitx durant el setge de Leningrad. Entre els seus estudiants es troben compositors com ara Borís Tísxenko, Serguei Slonimski, Andrei Petrov, Valeri Gavrilin, Issaak Schwartz i Guerman Ókunev.

## Obres (selecció)
- Concert per a piano núm. 1 (1940)
- "La patrulla nocturna" (1942/43), Balada dramàtica per a mezzosoprano i orquestra a: Cicle Leningrad (1944)
- Simfonia núm. 1 (1944-46)
- Simfonia núm. 2 (1963)
- Simfonia núm. 3 (1967)
- Concert-Poema per a violí i orquestra (1971)